# ميثريداتس الثاني
كان ميثريداتس الثاني (يُكتب أيضًا مهرداد الثاني) ملك الإمبراطورية الفرثية من 124 إلى 91 قبل الميلاد. يُعد أحد أعظم الحكام من سلالته (السلالة الأرشكية)، ولُقب ميثريداتس العظيم في العصور القديمة.
تسلّم ميرثيداتس الحكم بعد موت سلفه أرتبانوس الأول المفاجئ. عندما تولى الحكم، كانت الإمبراطورية الفرثية تعاني من الضغوطات العسكرية في الغرب والشرق. حقق ميرثيداتس الثاني الاستقرار سريعًا من خلال كسب ولاء ميسان، وإخضاع مملكة عيلام المتمردة، وهزم العرب الذين شنوا غارات متكررة على بابل. كان ميثريداتس الثاني أول ملك فرثي يوصل الحكم الفرثي إلى القوقاز، إذ أصبحت ممالك أرمينيا وإيبيريا وربما ألبانيا القوقازية تابعة للفرثيين. في الشرق، هزم القبائل البدوية في باختر التي قتلت سلفَيه. استرجع ساكاستان، ومنحها لقائد سوريني. في عامي 114/113 قبل الميلاد، انتزع دورا أوروبوس في سوريا من السلوقيين، وبحلول عام 95 قبل الميلاد، اعترفت ممالك بلاد الرافدين الشمالية في حدياب وباقردا والرها بسلطته. في عهد ميثريداتس الثاني، وصلت الإمبراطورية الفرثية أوجها وامتدن من سوريا والقوقاز إلى آسيا الوسطى والهند. في عهد ميثريداتس الثاني أيضًا، أقامت الإمبراطورية الفرثية أول علاقات دبلوماسية مع روما وصين الهان.
أراد ميثريداتس الثاني، بطل التقاليد الأخمينية، التأكيد على ارتباط السلالة الأرشكية الحاكمة بالإمبراطورية الأخمينية الإيرانية. وكان أول ملك فرثي استخدم لقب ملك الملوك، وصور نفسه واضعًا تاجًا إيرانيًا على عملاته المعدنية، عوضًا عن التاج الهلنستي الذي استخدمه أسلافه السابقون. استبدل السرة على ظهر عملاته المعدنية بعرش مرتفع الظهر من أصل أخميني.

## الحملات المبكرة في بلاد الرافدين والقوفاز
حين تسلّم ميرثيداتس الحكم، كانت الإمبراطورية الفرثية تعاني من الضغوطات العسكرية في الشرق والغرب. أدت كثير من الهزائم المهينة مع البدو الشرقيين إلى استنزاف قوة المملكة وهيبتها. كسب ميثريداتس الثاني ولاء حاكم ميسان هيسباوسينز، الذي حارب الفرثيين قبل ذلك، واستولى لفترة وجيزة على بابل في 127 قبل الميلاد. أعاد هيسباوسينز عرش أرشك الخشبي إلى ميثريداتس الثاني ليكون هدية للإله بل. وجّه ميثريداتس الثاني اهتمامه بعد ذلك إلى عيلام، التي كانت تحت الحكم الفرثي المباشر، ثم استولى عليها الملك العيلامي المستقل بيتيت بعد وفاة أرتبانوس الأول. غزا ميثريداتس الثاني عيلام واستولى على شوشان. ثم واجه بيتيت في معركة هزمه فيها واحتل عيلام. في نفس الوقت تقريبًا، توفي هيسباوسينز، وعُين القائد الفرثي سينداتيس حاكمًا لميسان.
في عهد ميثريداتس الثاني، وصل الحكم الفرثي إلى القوقاز. لاحظ ميثراديتس الموقع الاستراتيجي لأرمينيا بين آسيا الصغرى والقوقاز وإيران. نحو 120 قبل الميلاد، غزا ميثريداتس الثاني أرمينيا وجعل ملكها أرتافاسد الأول يعترف بالسيادة الفرثية. أُجبر أرتافاسد الأول على إعطاء الفرثيين ديكرانوس، وهو ابنه أو ابن أخيه، رهينة. ستظل السيطرة على أرمينيا أحد أهم الأهداف في السياسة الفرثية حتى زوال السلالة. من المرجح أن ممالك قوقازية أخرى مثل أيبيريا أصبحت تابعة للفرثيين، وربما ألبانيا القوقازية أيضًا. يشير التداول الكثير للعملات الفرثية في شبه الجزيرة الأيبيرية وأرمينيا وألبانيا القوقازية إلى تأثر هذه الممالك بالفرثيين. ووفقًا للوثائق البابلية، كانت بابل تعاني من غارات العرب المتكررة، ما أزعج ميثريداتس الثاني كثيرًا. في ربيع 119 قبل الميلاد، هزمت قوة فرثية العرب، وكانت الهزيمة مؤثرة بما يكفي لإيقاف غارات العرب مدة من الوقت. ليس واضحًا ما إذا كانت القوة العسكرية بقيادة ميثريداتس الثاني أو قائد فرثي. من المرجح أن القوة الفرثية غادرت إلى ميديا بعد ذلك، من أجل الانضمام إلى الحملة القادمة ضد البدو في الشرق.
توجهت أنظار الفرثيين بعد ذلك نحو سوريا، التي طالب بها الفرثيون منذ أن هزم فراتيس الثاني (حكم 132-127 قبل الميلاد) الملك السلوقي أنطيوخس السابع سيديتس (حكم 138-129 قبل الميلاد) في 129 قبل الميلاد. في عامي 114/113 قبل الميلاد، استولى ميثريداتس الثاني على مدينة دورا أوروبوس السلوقية المهمة على نهر الفرات. كانت مملكة السلوقيين آنذاك ضعيفة ومتورطة في صراعات داخلية كثيرة وصراعات ضد الأنباط والملوك المحليين المختلفين واليهود والمدن اليونانية في سوريا وفينيقيا.

## الحروب نحو الشرق
وفقًا لجستين، انتقم ميرثيداتس لمقتل أسلافه، في إشارة إلى محاربة التخاريين وهزمهم، وهم من قتل أرتبانوس الأول وفراتيس الثاني. استعاد ميثريداتس الثاني أيضًا غرب باختر من السكوثيين. تشير العملات الفرثية والتقارير المتفرقة إلى أن ميثريداتس الثاني حكم باختر وكامبيرتيبي وترمذ، أي أنه استعاد الأراضي التي غزاها ميثريداتس الأول (حكم 171 - 132 قبل الميلاد). كانت السيطرة على نهر آمو دَريا (جيحون) الأوسط بما في ذلك نهر آمول حاسمة بالنسبة للفرثيين، ليتمكنوا من إحباط غارات البدو من بلاد ما وراء النهر، وخاصة من بلاد الصغد. استمر سك العملات الفرثية في غرب باختر وفي وسط آمو دريا حتى عهد غوتارزيس الثاني (حكم من 40 إلى 51 م).
وصلت الغزوات البدوية أيضًا إلى مقاطعة دراغيانا الفرثية الشرقية، حيث كانت ممالك ساكا القوية، ما أدى إلى ظهور اسم ساكاستان («أرض ساكا»). ربما هاجر هؤلاء البدو إلى المنطقة بسبب الضغوط التي كان أرتبانوس الأول وميثريداتس الثاني يمارسانها ضدهم في الشمال. في وقت ما بين 124 و115 قبل الميلاد، أرسل ميثريداتس الثاني جيشًا يقوده جنرال من «بيت سورين» لاستعادة المنطقة. بعد ضم ساكاستان مجددًا في المملكة الفرثية، كافأ ميثريداتس الثاني القائد السوريني وأعطاه المنطقة لتكون إقطاعية له. وصل الحد الشرقي للإمبراطورية الفرثية في عهد ميثريداتس الثاني إلى رخج.

## المزيد من التوسع نحو الغرب والاتصال بالرومان
ظل ديكرانوس رهينة في القصر الفرثي حتى 95/96 قبل الميلاد، عندما أطلق سراحه ميثريداتس الثاني وعينه ملكًا على أرمينيا. تنازل ديكرانوس عن منطقة تسمى «الأودية السبعون» في بحر قزوين لميثريداتس الثاني، على هيئة تعهد أو لأن ميثريداتس الثاني طلب ذلك. تزوجت ابنة ديكرانوس أريازاد أيضًا من ابن ميثريداتس الثاني، واقترح المؤرخ الحديث إدوارد دابروفا أن الزواج حدث قبل وقت قصير من اعتلاء ديكرانونس العرش الأرمني لضمان ولائه. ظل ديكرانوس تابعًا للفرثيين حتى نهاية الثمانينيات قبل الميلاد. في العام التالي، هاجم ميثريداتس الثاني حدياب وباقردا والرها وغزا هذه الدول المدن، ونقل الحدود الغربية للمملكة الفرثية إلى نهر الفرات حيث واجه الفرثيون الرومان أول مرة. في عام 96 قبل الميلاد، أرسل ميثريداتس الثاني واحدًا من مسؤوليه، أوروبازوس، مبعوثًا إلى سولا. مع ازدياد قوة الرومان ونفوذهم، سعى الفرثيون إلى إقامة علاقات ودية معهم والتوصل إلى اتفاق يضمن الاحترام المتبادل بين القوتين. حدثت بعد ذلك مفاوضات كان فيها سولا أقوى، ما جعل أوروبازوس والفرثيين في موقف ضعيف. عُدم أوروبازوس لاحقًا.